# Jõgeveste
Koordinaten: 58° 0′ N, 26° 2′ O
Jõgeveste (deutsch Beckhof, später Tepelshof) ist ein Dorf (estnisch küla) in der estnischen Landgemeinde Tõrva (bis 2017 Helme) im Kreis Valga. Es hat 185 Einwohner (Stand 1. Januar 2010).

## Ort
Jõgeveste liegt etwa 30 km südwestlich von Otepää (Odenpäh). Die Landschaft wird geprägt von den drei Seen Kadajärv, Nauska järv und Rooni järv. Bis 1981 befand sich in der Nähe des Orts eine sowjetische Raketenbasis (Karte).
Das Dorf Jõgeveste wurde erstmals 1599 unter dem Namen Jeggewicz urkundlich erwähnt. Das Gut Jõgeveste ist erheblich älter und entstand bereits vor dem Livländischen Krieg (1558–1583). Im 16. Jahrhundert gehörte es Gerdt von Becke, von dem der deutsche Name Beckhof stammt. 1585 wurde es Luppert Tepel verliehen, dessen Witwe, Gertrud Stackelberg es noch 1599 besessen hat. Von seiner Familie leitet sich der Name Tepelshof ab, wie das Gut während der polnischen Oberhoheit über Livland (1561–1629) und noch 1638 genannt wurde.
Im russisch-polnischen Krieg wurde das Gut schwer beschädigt. Seine Wiedergründung fällt erst in das 18. Jahrhundert. 1718 spaltete sich Jõgeveste vom Gut Helme ab.
Letzter Eigentümer vor der estnischen Landreform nach dem Ersten Weltkrieg war Georg von zur Mühlen. Das eingeschossige Herrenhaus wurde im Zweiten Weltkrieg zerstört und ist nicht mehr erhalten. Von den Nebengebäuden finden sich nur noch Reste.

## Michael Andreas Barclay de Tolly

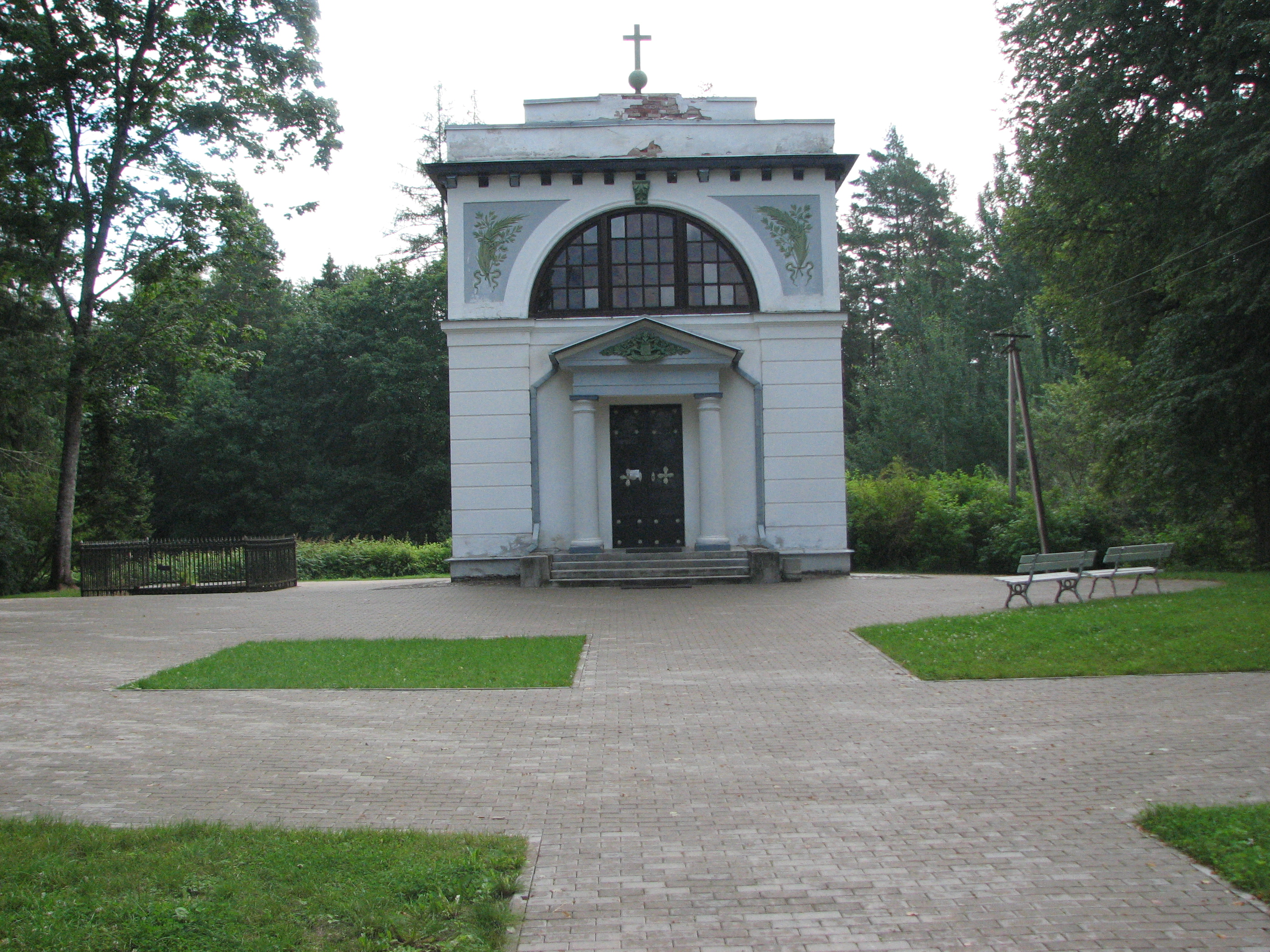
Mausoleum

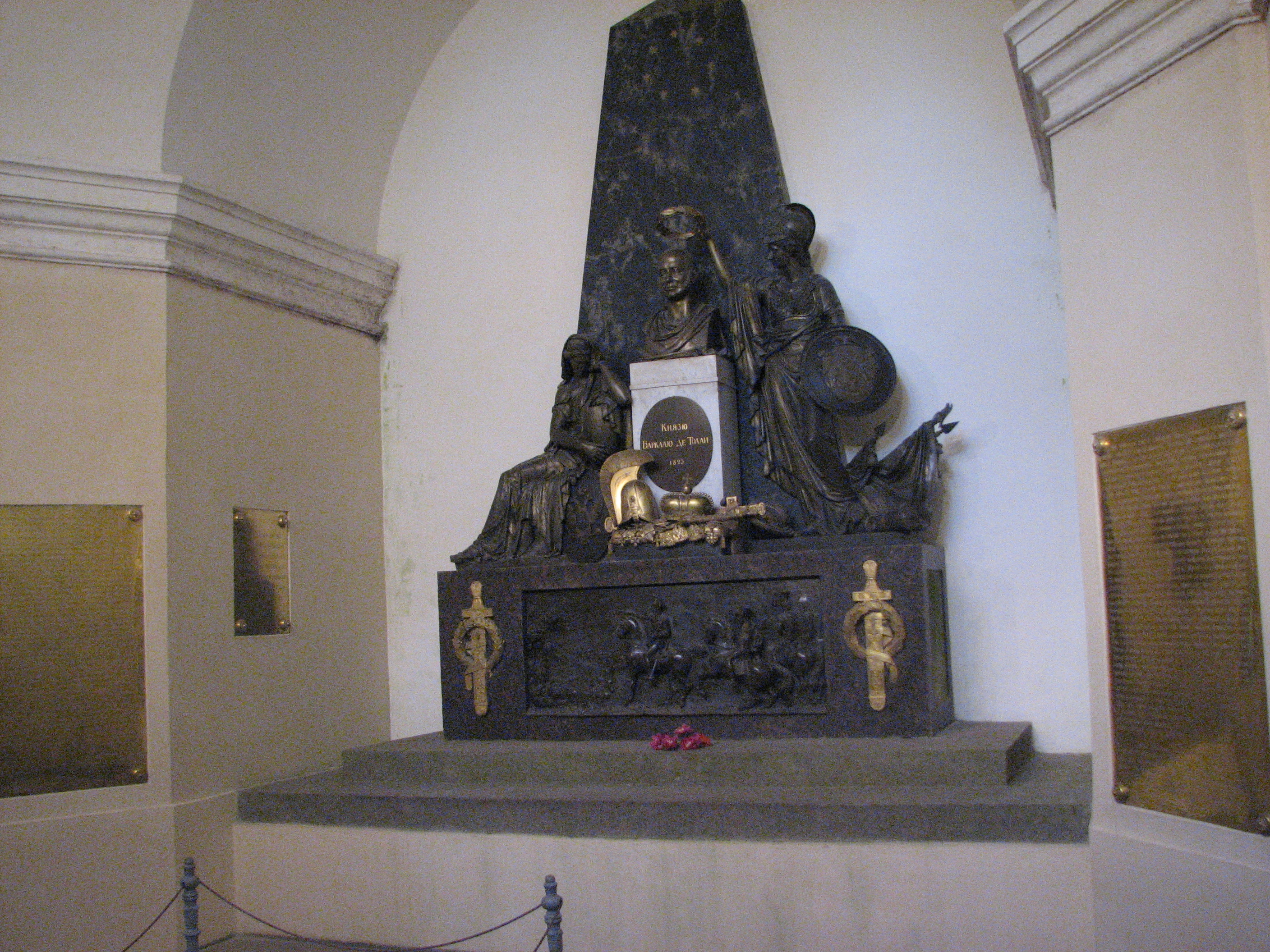
Im Inneren des Mausoleums

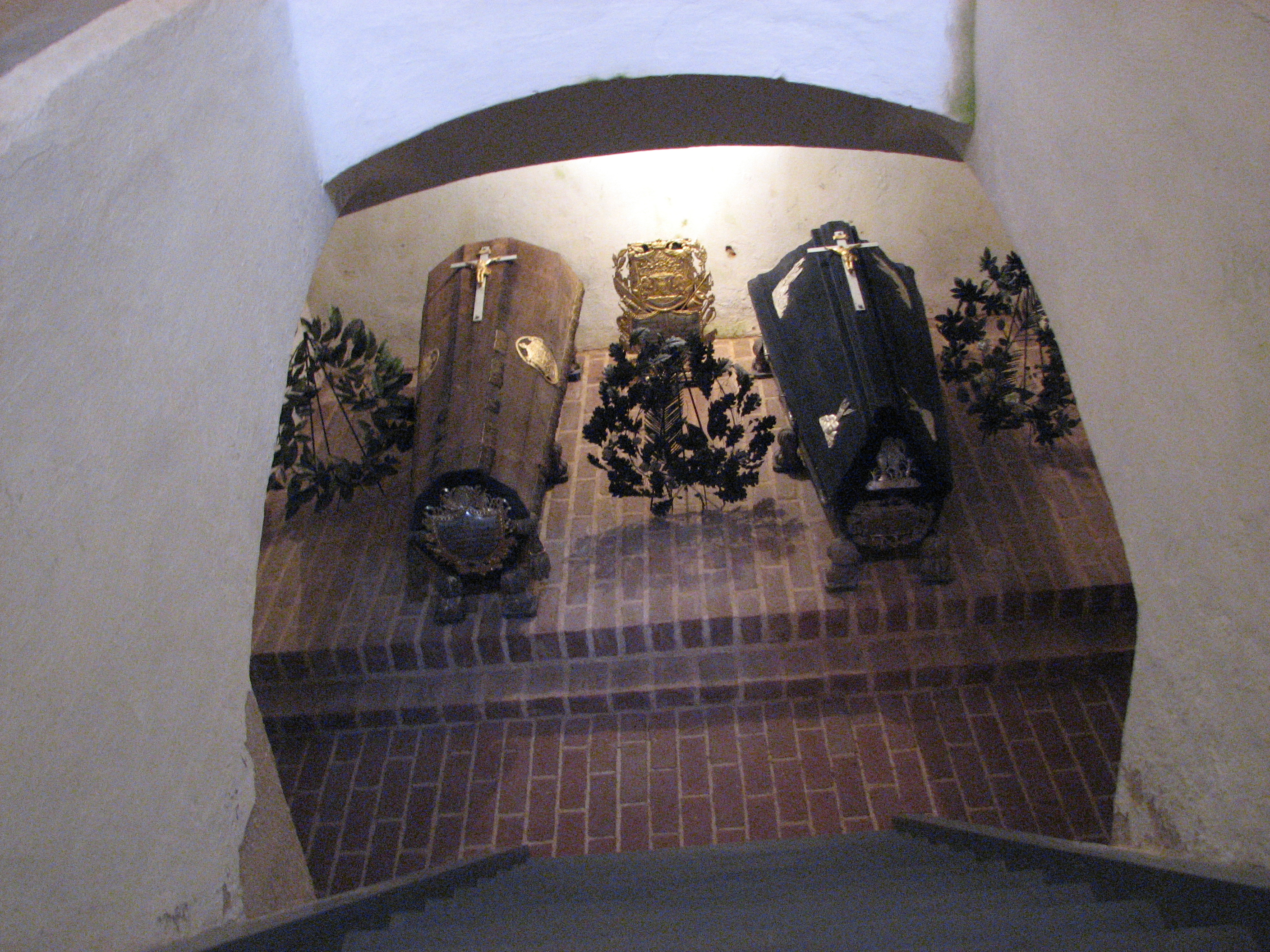
Blick in die Gruft mit den beiden Sarkophagen

Ab Ende des 18. Jahrhunderts stand das Gut im Besitz der Familie Barclay de Tolly. Die Familie war eigentlich schottischer Abstammung und wanderte im 17. Jahrhundert ins Baltikum ein. Bekanntestes Mitglied des Geschlechts war der Fürst Michael Andreas Barclay de Tolly (1761–1818).
Michael Andreas Barclay de Tolly wurde als Feldherr in der russischen Kavallerie berühmt. Vor allem im russisch-türkischen Krieg (1787–1791) und im russisch-schwedischen Krieg (1788–1790) zeichnete er sich aus. Nach der russischen Eroberung Finnlands bekleidete er das Amt des zaristischen Generalgouverneurs.
Von 1810 bis 1812 war Barclay de Tolly russischer Kriegsminister. Während des russisch-französischen Krieges nahm er 1812 als Befehlshaber an der Schlacht von Borodino teil. Nach der Völkerschlacht bei Leipzig 1813 wurde er vom Zaren in den Grafenstand erhoben. Barclay de Tolly befehligte auch den Einmarsch in das napoleonische Paris im März 1814. Der Zar ernannte ihn daraufhin zum Generalfeldmarschall und verlieh ihm den Fürstentitel.
Bereits erkrankt zog sich Barclay de Tolly von der militärischen Laufbahn zurück. Er setzte sich auf dem Gut seiner Frau, der Deutschbaltin  Helene Auguste Eleonore von Smitten (1770–1828; verheiratet seit 1791), in Jõgeveste zur Ruhe. Barclay de Tolly starb 1818 bei Insterburg auf einer Reise zur Erholung nach Böhmen. Sein einbalsamierter Leichnam ist im Mausoleum von Jõgeveste beigesetzt.
Das klassizistische Mausoleum befindet sich anderthalb Kilometer vom ehemaligen Gut entfernt am Westufer des Flusses Väike-Emajõgi (Kleiner Embach). Es ist seit den 1970er Jahren Museum.
Das Mausoleum wurde 1823 im Auftrag der Witwe Barclay de Tollys von dem Petersburger Architekten Apollon Schtschedrin im Stil eines römischen Triumphbogens errichtet. Über dem auf zwei Säulen ruhenden Portikus ist das Wappen der Familie angebracht. Der Wahlspruch in russischer Sprache lautet „Верность и терпение“ („Treue und Geduld“).
Das Innere des Mausoleums aus Granit, Marmor, Bronze und Porphyr schmückt ein vier Meter hoher Obelisk mit einer Büste Barclay de Tollys. Um die Büste gruppieren sich eine Statue von Minerva/Athene, der Göttin des Krieges, die einen Siegerkranz über die Büste hält sowie die Skulptur einer sitzenden Frau als Symbol der Trauer. Ein Relief zeigt den Einmarsch Barclay de Tollys in Paris am 31. März 1814. Der Innenraum wurde von dem russischen Bildhauer Wassili Demut-Malinowski (1779–1846) gestaltet. Vom selben Künstler stammt auch das Denkmal für Barclay de Tolly in der Innenstadt von Tartu.
In der Krypta, die über eine mit Empirebalustern umrahmte Öffnung zugänglich ist, befinden sich die Sarkophage von Barclay de Tolly und seiner Ehefrau. An Tafeln ringsum sind die wichtigsten Stationen seines Lebens und der Schlachten verewigt.
Auf das Mausoleum führt ein breiter Sandweg mit einer Tannenallee. Neben dem Mausoleum ruht der einzige Sohn, Ernst Magnus Barclay de Tolly (1798–1871), mit seiner Ehefrau Leocadie (1807–1852). Daneben befindet sich seit 1973 ein Denkmal für die 1944 bei der Eroberung Estlands gefallenen sowjetischen Soldaten.